# Пёнтница-Подуховна
Пёнтница-Подуховна (пол. Piątnica Poduchowna) — деревня в Польше, входит в состав Ломжинского повята Подляского воеводства. Административный центр гмины Пёнтница. Находится на берегу Нарева примерно в 3 км к северо-востоку от города Ломжа. По оценке 2015 года, в деревне проживало примерно 1840 человек. Есть костёл 1-й половины XX века.